# Cosmos 521
Cosmos 521 (en cirílico, Космос 521) fue un satélite artificial militar soviético perteneciente a la clase de satélites DS (de tipo DS-P1-M) y lanzado el 29 de septiembre de 1972 mediante un cohete Kosmos-3 desde el cosmódromo de Plesetsk.

## Objetivos
Cosmos 521 fue parte de un sistema de satélites utilizados como objetivos de prueba para el programa de armas antisatélite IS y para armas antimisiles. Los satélites del tipo DS-P1-M no se limitaban a ser satélites pasivos, sino que tenían sensores para registrar la dirección e intensidad del impacto entre otros parámetros. El sistema estuvo en funcionamiento hasta 1983, año en que la Unión Soviética abandonó el programa de armas antisatélite. El propósito declarado por la Unión Soviética ante la Organización de las Naciones Unidas en el momento del lanzamiento era realizar "investigaciones de la atmósfera superior y el espacio exterior".

## Características
El satélite tenía una masa de 750 kg (aunque otras fuentes apuntan a 650 kg) y forma de poliedro hexagonal. El satélite fue inyectado inicialmente en una órbita con un perigeo de 973 km y un apogeo de 1030 km, con una inclinación orbital de 65,8 grados y un periodo de 104,97 minutos.
Cosmos 521, al contrario que otros satélites DS-P1-M, no fue interceptado por ningún otro satélite al haber sido cancelado el lanzamiento del interceptor que debería haberse encontrado con él. Debido al clima político favorable entre Estados Unidos y la Unión Soviética y a la firma del tratado SALT I entre ellas, las pruebas antisatélite de esta última superpotencia no se reanudaron hasta 1976.